# Pirpirituba
Pirpirituba é um município brasileiro do estado da Paraíba, localizado na Região Geográfica Imediata de Guarabira. De acordo com o Instituto Brasileiro de Geografia e Estatística (IBGE), no ano de 2022 sua população era de 9.340 habitantes. Possui área territorial de 79.844 quilômetros quadrados.

## Etimologia
O município de Pirpirituba deve o seu topônimo, segundo os estudiosos do assunto, à palavra tupi antiga piripirityba, que significa "ajuntamento de juncos", em face da abundância dessa ciperácea na região.

## História
Por volta do ano 1000, a região foi invadida por povos tupis procedentes da Amazônia, que expulsaram os habitantes originais, falantes de línguas macro-jês, para o interior do continente. Até o século XVI, então, a região foi habitada pelo ramo tupi dos potiguaras.
Situado no território onde se originou o município de Guarabira, do qual foi parte integrante, Pirpirituba foi das primeiras áreas a serem percorridas pelo homem branco na Paraíba - portugueses e holandeses, estes por volta de 1641, em busca do ouro da Serra da Copaoba situada na mesma região.
Pouco se sabe em relação à evolução histórica do município. Sabe-se, porém, que os fazendeiros Luiz Correia de Melo e Lourenço Cordeiro, pela segunda metade do século XIX, estabeleceram, em suas fazendas, os primeiros núcleos populacionais, sob a toponímia de Pirpirituba, que rapidamente se desenvolveram, graças ao cultivo e ao comércio do algodão.
A povoação foi elevada à categoria de vila em 1938, apesar de ser distrito de Guarabira desde 1892, até ser emancipado em 1953.